# أشباه ظهريات الشوكة
أسماك النوتاكانثيفورمات (بالإنجليزية: Notacanthiformes) هي إحدى رتب شعاعيات الزعانف التي تعيش في أعماق البحار، والتي تتكون من فصيلتين تتمثلان في هالوساوريداي (Halosauridae) ونوتاكانثايداي (Notacanthidae) (ثعابين سبيني ايل (ثعابين البحر الشوكية))
إن نشوء هذه الرتبة يعد حديثًا نسبيًا؛ حيث يُدرجها تصنيف أسماك العالم باعتبارها الرتبة الفرعية نوتاكانثويدي (Notacanthoidei)، التي تتبع ألبوليفورمات (Albuliformes). ويميل أفراد رتبة النوتاكانثيفورمات في الشبه إلى ثعبان البحر بشكل أكبر من فصيلة ألبوليفورمات، والتي تندرج تحت فصيلة الأسماك العظمية. فعلى سبيل المثال، نجد أن أفراد هذه الفصيلة بلا زعانف خلفية.
```
يتواجد أفراد هذه الفصيلة في مختلف محيطات العالم، في عمق يتراوح بين 120 إلى 4900 متر، أي ما يقرب من 390 إلى 16100 قدم
120 متر (390
 
قدم)
4,900 متر (16,100
 
قدم)
. تعتبر هذه الأسماك طويلة نسبيًا، ولكن على الرغم من ذلك فإنها ليست طويلة بالمقدار الكافي مثل 
ثعابين البحر
. تتغدي أسماك هذه الفصيلة عادةً على الحيوانات بطيئة الحركة أو الحيوانات اللاصقة، 
مثلالرخويات
 
وشوكيات الجلد
 
وشقائق نعمان البحر
. وكمعظم ثعابين البحر، فإن هذه الأسماك لديها 
يرقات نحيفة الرأس
 تطفو على سطح المياه قبل أن تتحول إلى أسماك بالغة. وعلى غير العادة، فإن هذه اليرقات عادةً ما تكون أكبر حجمًا من الأسماك البالغة.
[
3
]
```